# پرده را بالا بزن
پرده را بالا بزن (انگلیسی: Ring Up the Curtain) یک فیلم کمدی صامت کوتاه به کارگردانی آلفرد جی. گلدینگ است که در سال ۱۹۱۹ منتشر شد.

## بازیگران
- هارولد لوید
- اسناب پالرد
- ببه دنیلز
- باد جیمیسون
- نوآ یانگ
- جیمز پروت
- دوروثیا والبرت
- سمی بروکس
- هلن گیلمور
- والاس هاو
- دی لمپتون
- ماری موسکینی
- فرد سی. نیومیر
- چارلز استیونسون
- استل هَریسون